# Нова Вес у Хинову
Нова Вес у Хинову (чеш. Nová Ves u Chýnova) је насељено мјесто са административним статусом сеоске општине (чеш. obec) у округу Табор, у Јужночешком крају, Чешка Република.

## Становништво
Према подацима о броју становника из 2014. године насеље је имало 309 становника.